# Любки (село, Білорусь)
Любки (біл. вёска Любкі) — село в складі Вілейського району Мінської області, Білорусь. Село підпорядковане Іжовській сільській раді, розташоване в північній частині області.